# نصف‌النهار ۸۱ درجه شرقی
نصف‌النهار ۸۱ درجه شرقی ۸۱مین نصف‌النهار شرقی از گرینویچ است که از لحاظ زمانی ۵ساعت و ۲۴دقیقه با گرینویچ اختلاف زمانی دارد.
این نصف‌النهار از قطب شمال شروع و از مناطق زیر گذشته و به قطب جنوب ختم می‌شود.
- روسیه
- چین
- اقیانوس هند